# Моктар Улд Дада
Моктар Улд Дада (25. децембар 1924 — 14. октобар 2003) био је политичар и први председник Мауританије.

## Биографија
Рођен је 1924. године у месту Булимит, као припадник веома угледне муслиманске сунитске породице. Студирао је право у Француској, а након завршетка студија постао је први Мауританац с факултетском дипломом.
Касних 1950-их, Дада се вратио у Мауританију, где је јачање национализма довело до независности. Основао је Народну странку Мауританије, а пошто су се француским колонијалним властима свидели његови методи управљања, одобрили су независност Мауританије. Имао је способност да створи консензус између три главне етничке групе Мауританије: белих Маура, црних Маура и црних Африканаца.
На власт је ступио 28. новембра 1960. године. Но, једном када је дошао на власт, почео је да проводи другачију политику од оне коју је заговарао пре независности. Уставом је створена једнопартијска држава, а он је постао диктатор. Сматрао је да Мауританија још увек није била спремна да усвоји западни тип демократије.
Хтео је да формира „Велику Мауританију“, због чега је безуспешно водио рат у Западној Сахари. Наиме, велик број северних Маура гајио је симпатије према народу Западне Сахаре, због чега је добар део њих пребегао фронту Полисарио и учествовао на противничкој страни. 
Године 1971. био је председник Организације афричког јединства. Био је кандидат и победио на изборима 1966, 1971, и 1976. године. Међутим, велика суша у раздобљу од 1969. до 1974. године, као и велика економска криза узрокована ратом у Западној Сахари, допринели су његовом паду. Дана 10. јула 1978. године, пуковник Мустафа Улд Салек свргнуо је Дадаа у ненасилном пучу. 
Након што је кратко време проборавио у притвору, Дада је 1979. био прогнан је у егзил у Француску. Дозвољено му је да се врати у земљу 17. јула 2001, али се убрзо разболео и умро у болници у Паризу 2003. године. Његово тело је враћено у Мауританију и тамо сахрањено.